# Bill Osmanski
William Thomas „Bill“ Osmanski (* 29. Dezember 1915 in Providence, Rhode Island; † 25. Dezember 1996 in Chicago, Illinois; Spitzname: Bullet Bill) war ein US-amerikanischer American-Football-Spieler und -Trainer. Er spielte als Fullback in der National Football League (NFL) bei den Chicago Bears.

## Spielerlaufbahn

### Collegekarriere
Bill Osmanski besuchte in seiner Geburtsstadt die Highschool. Er studierte nach seinem Schulabschluss von 1936 bis 1938 am College of the Holy Cross, für deren Footballmannschaft er als Fullback auflief. Osmanski wurde 1938 zum All American gewählt. Im Jahr 1939 wurde er nach dem College-All-Star-Spiel zum Most Valuable Player gewählt. Während seiner Studienzeit gewann sein Team 23 von 29 Spielen. Aufgrund seiner sportlichen Leistungen wird zu seinen Ehren die Rückennummer 25 an seinem College nicht mehr vergeben. Osmanski war auch ein guter Leichtathlet. Aufgrund seiner Schnelligkeit als Sprinter wurde ihm sein Spitznamen: Bullet Bill verliehen.

### Profikarriere
Bill Osmanski wurde 1939 von den durch George Halas trainierten Chicago Bears in der ersten Runde an sechster Stelle der NFL Draft ausgewählt. Bei den Bears standen bereits zahlreiche All-Star-Spieler wie die Offensive-Line-Spieler Joe Stydahar und Dan Fortmann unter Vertrag. Im gleichen Jahr wie Osmanski verpflichteten die Bears ihren späteren Quarterback Sid Luckman, ein Jahr später erfolgte die Verpflichtung von End Ken Kavanaugh, Halfback George McAfee und Center Bulldog Turner. Halas entwickelte mit diesen Spielern die T-Formation seiner Offense weiter. Die Bears wurden zum führenden Footballteam der 1940er Jahre. In seinem Rookiejahr konnte Osmanski die NFL Jahresbestleistung von 699 Yards Raumgewinn durch Laufspiel erzielen.
Bill Osmanski konnte in seinem zweiten Profijahr seinen ersten Titel gewinnen. Im NFL-Meisterschaftsspiel 1940 wurden die Washington Redskins mit 73:0 geschlagen. Osmanski konnte einen Touchdown erzielen und einen Pass des gegnerischen Quarterbacks abfangen. Im Jahr 1941 konnten die Bears ihren Titel verteidigen. Sie besiegten die New York Giants mit 37:9.
Aufgrund von Verletzungen erhielt Osmanski in den Jahren 1942 und 1943 nur wenig Einsatzzeit. In den Jahren 1944 und 1945 diente er in der US Navy und war unter anderem in der Schlacht um Guadalcanal, in der Schlacht um Guam und in der Schlacht um Okinawa eingesetzt. Unmittelbar nach dem Zweiten Weltkrieg spielte er bei den Ishaya Tigers, einer Footballmannschaft der Marine.
Im Jahr 1946 kehrten Bill Osmanski und George Halas, der bereits 1942 zum Militär einberufen worden war, zu den Bears zurück. Sein Bruder Joe Osmanski wurde im selben Jahr von den Bears verpflichtet und die Brüder konnten in diesem Spieljahr mit der Mannschaft den NFL-Titel gewinnen. Im NFL Endspiel 1946 mussten sich die Giants mit 24:14 geschlagen geben. Nach der Saison 1947 beendete Osmanski seine Spielerlaufbahn.

## Trainerlaufbahn
Unmittelbar nach seiner Profilaufbahn trainierte Osmanski 1948 und 1949 seine alte College-Football-Mannschaft. Sein Team konnte lediglich sechs von 20 Spielen gewinnen.

## Ehrungen
Bill Osmanski spielte dreimal im Pro Bowl und wurde dreimal zum All Pro gewählt. Osmanski ist Mitglied im NFL 1940s All-Decade Team und seit 1973 Mitglied in der College Football Hall of Fame.

## Nach der Footballkarriere
Bill Osmanski studierte während seiner Zeit bei den Bears an der Northwestern University Zahnmedizin. Nach seiner kurzen Trainerlaufbahn eröffnete er seine eigene Praxis in Chicago. Er entwickelte als Zahnarzt den Mundschutz für Footballspieler. „Bullet Bill“ Osmanski starb kurz vor seinem 81. Geburtstag in Chicago. Er ist auf dem Calvary Cemetery in Fond du Lac, Wisconsin, beerdigt.